# Čaven
Der Čaven ist ein Bergrücken oberhalb des Vipava-Tals im Südwesten Sloweniens.

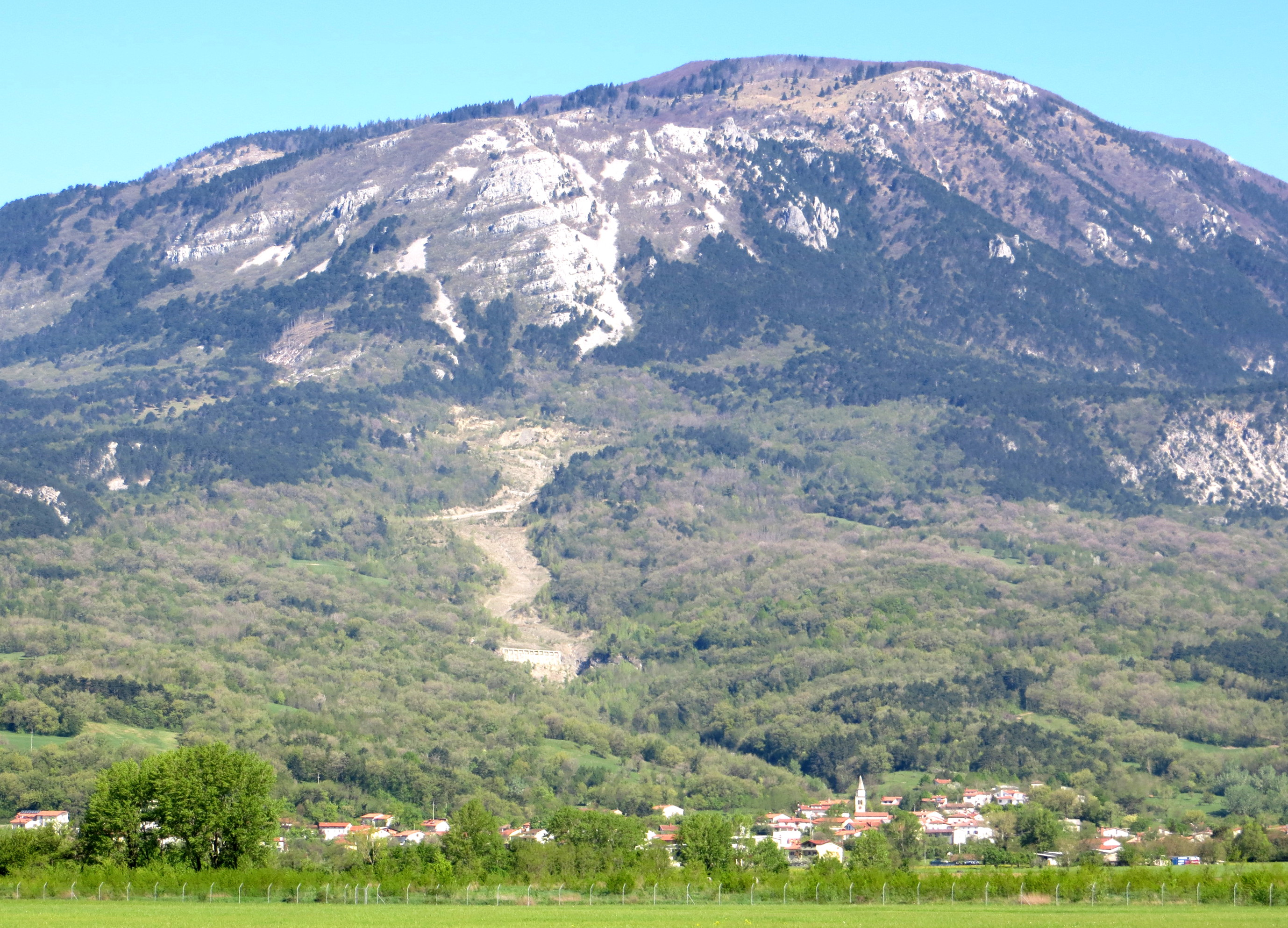
Lokavec unterhalb des Čaven-Massivs

Er bildet den südlichen Rand des Trnovo-Waldplateaus (Ternowaner Wald) in den nördlichen Dinarischen Alpen. Sein höchster Gipfel ist der Große Modrasovec (Veliki Modrasovec) (1353 m. i. J.), sein etwas niedrigerer Gipfel ist der Kleine Modrasovec (Mali Modrasovec) (1305 m. i. J.), und der schönste Gipfel ist der Kucelj (1237 m. i. J.). Der Čaven-Gipfel im Westen des Gebirgskamms hat eine Höhe von 1185 m.
Der Čaven kann auf einem Pfad von den Orten Predmeja, Stomaž und Lokavec aus bestiegen werden.
Vom Čaven aus kann man das Vipava-Tal und die Landschaft bis zum Adriatischen Meer überblicken. Zwei weitere Gipfel in der Nähe sind der Sekulak (888 m) und der Große Rand (Veliki Rob) (1237 m).
Zwischen Veliki Modrasovec und Mala Gora (1034 m) befindet sich die Anton-Bavčer-Hütte am Čaven, die aus oberjurassischem Kalkstein gebaut ist. Neben der Straße auf dem Selovec (1265 m) befindet sich eine markante Riffkalkstelle mit Fossilien von Korallenkolonien und Hydrozoen.
Der Čaven ist Standort verschiedener Ginstersorten (Genista) und der endemischen Staude Hladnikia pastinacifolia (Apioideae).